# Sallangos gólyaorr
A sallangos gólyaorr (Geranium dissectum) a gólyaorrvirágúak (Geraniales) rendjébe és a gólyaorrfélék (Geraniaceae) családjába tartozó faj.

## Előfordulása
A sallangos gólyaorr egész Európában megtalálható. Észak-Amerikába betelepítették, de itt inváziós fajnak bizonyult.

## Megjelenése
Ez a gólyaorrféle szőrös, általában 10–30, néha 50 centiméter magas növény. Elágazó szárai felemelkedők vagy felállók. A virágkocsányokon a szőr eláll, ellentétben a galambláb gólyaorral (Geranium columbinum), melynek kocsányai rányomottan szőrösek. Levelei nyelesek, csaknem tövükig szeldeltek. 5–7 szeletük újból szeldelt, de kevésbé, mint a galambláb gólyaorr levelei. Az 1 centiméter átmérőjű virágai kettesével állnak a levelek hónaljában.

## Életmódja
A sallangos gólyaorr egynyári növény; szántók, parlagok, száraz gyomtársulások lakója. Május-szeptember között nyílik.

## Képek

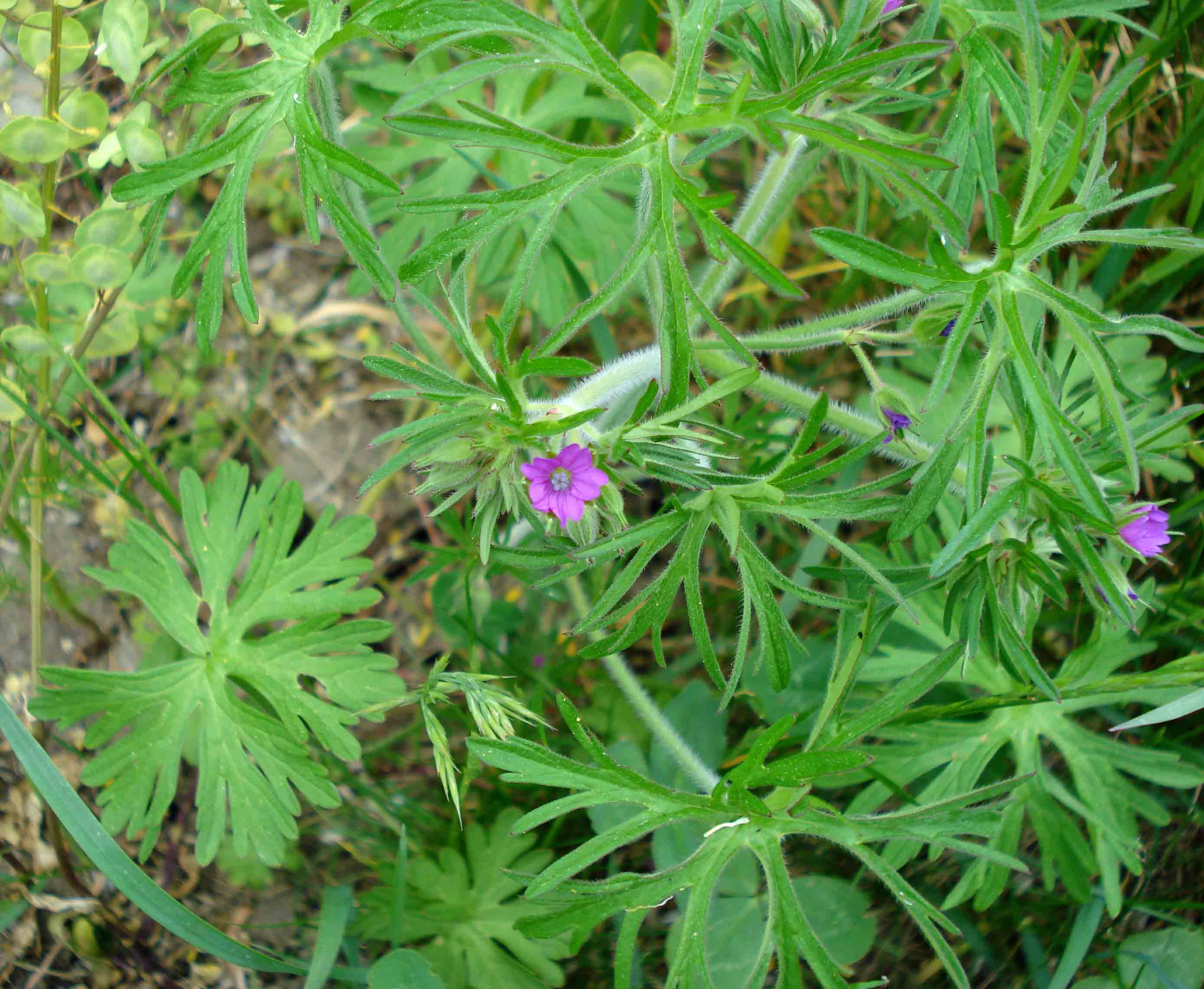
A növény
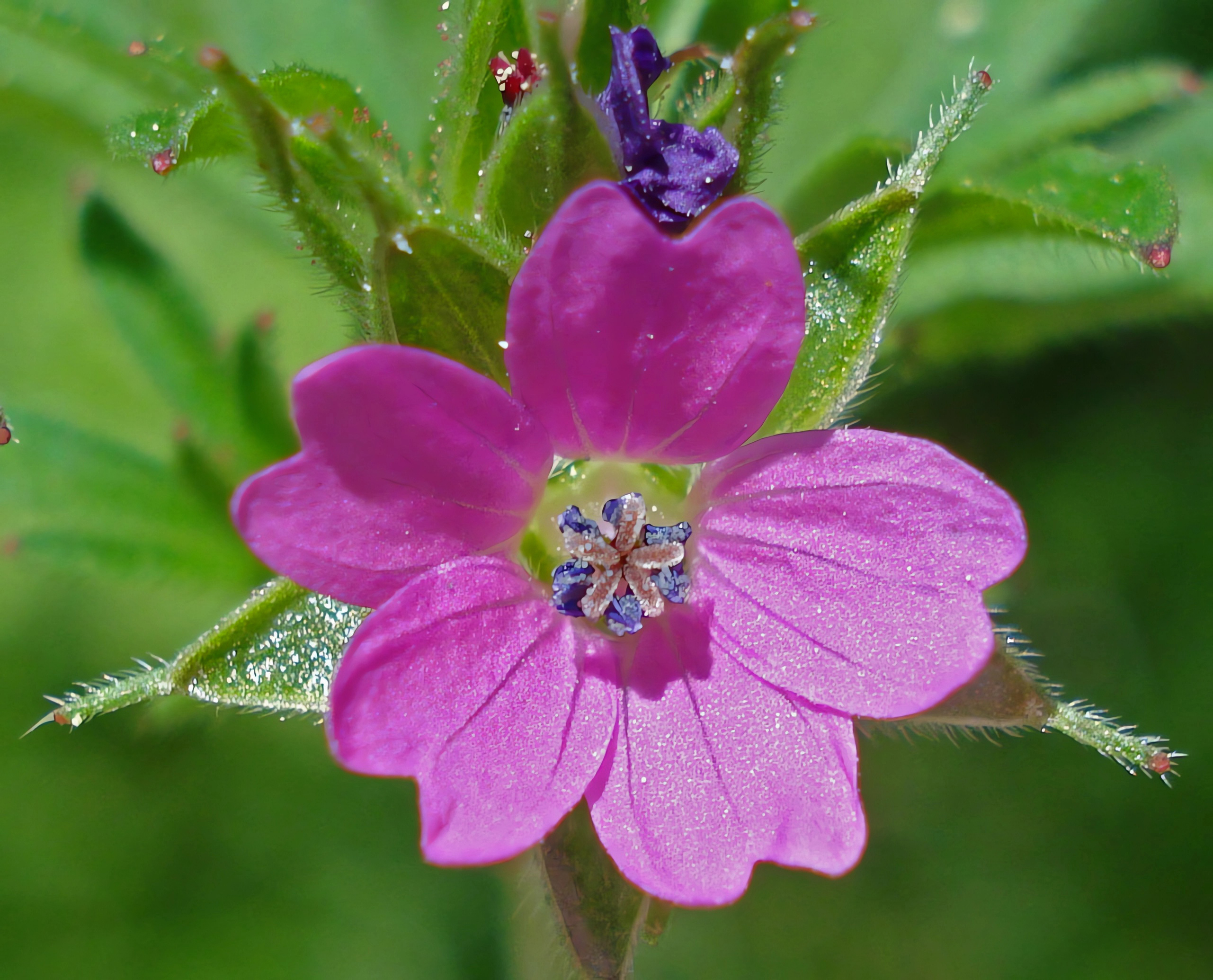
Virága
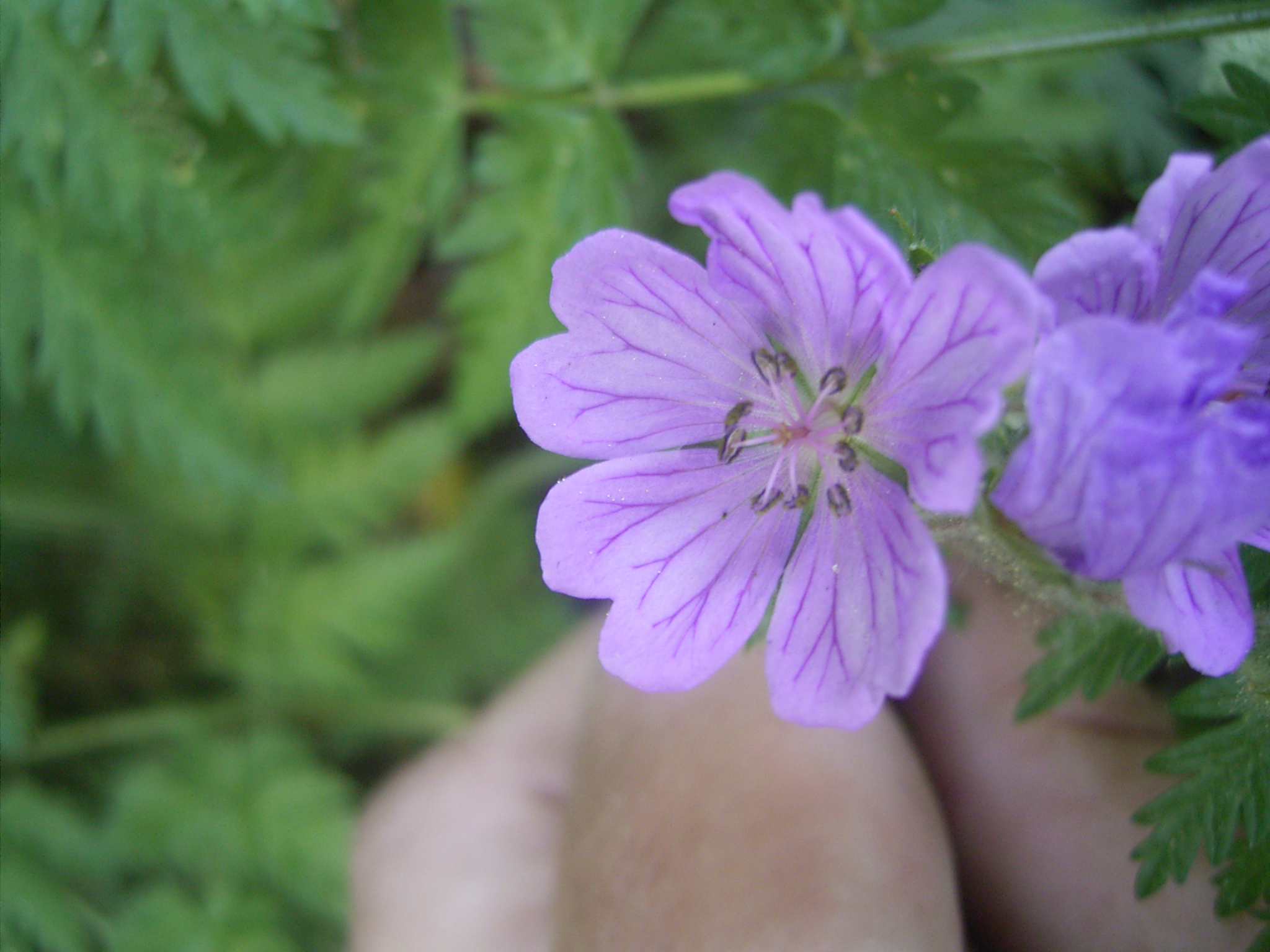
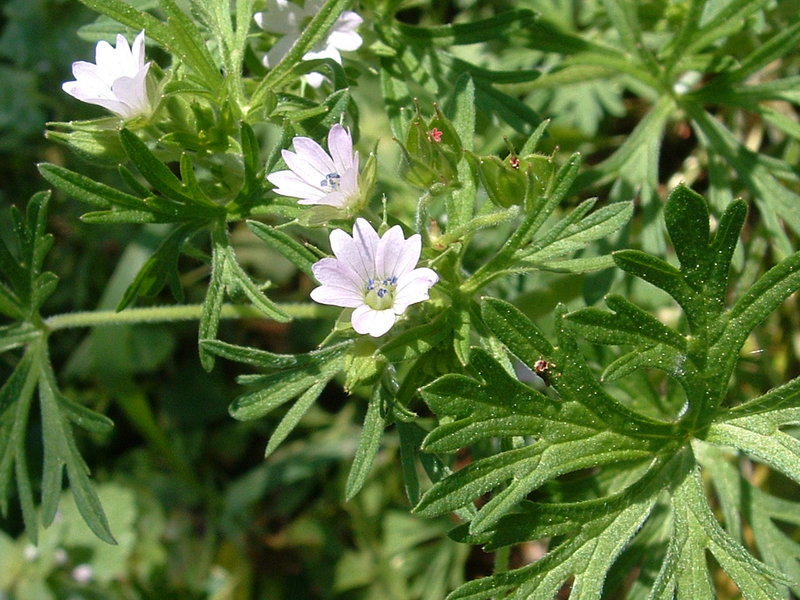
Fehér változata
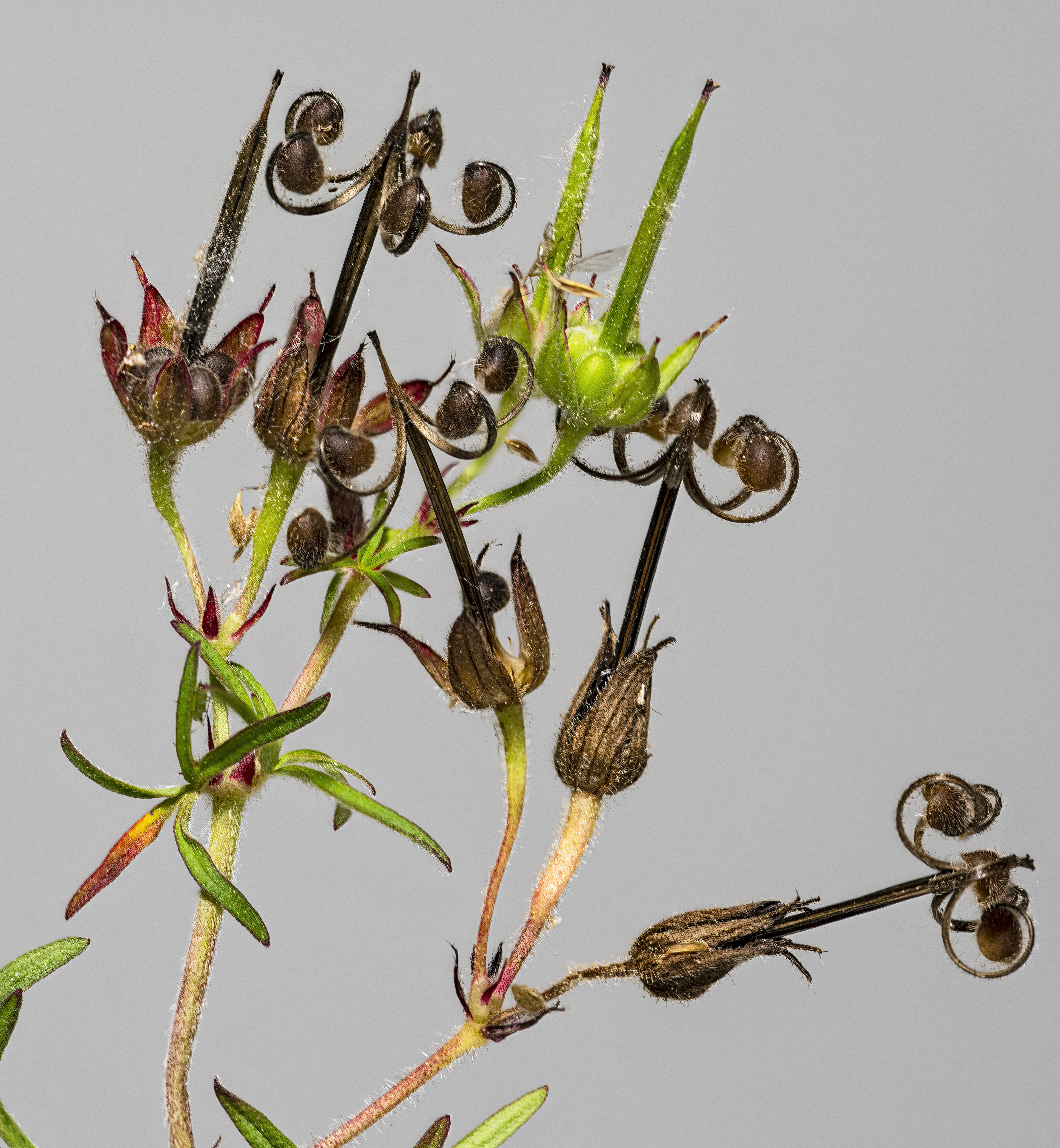
Termései
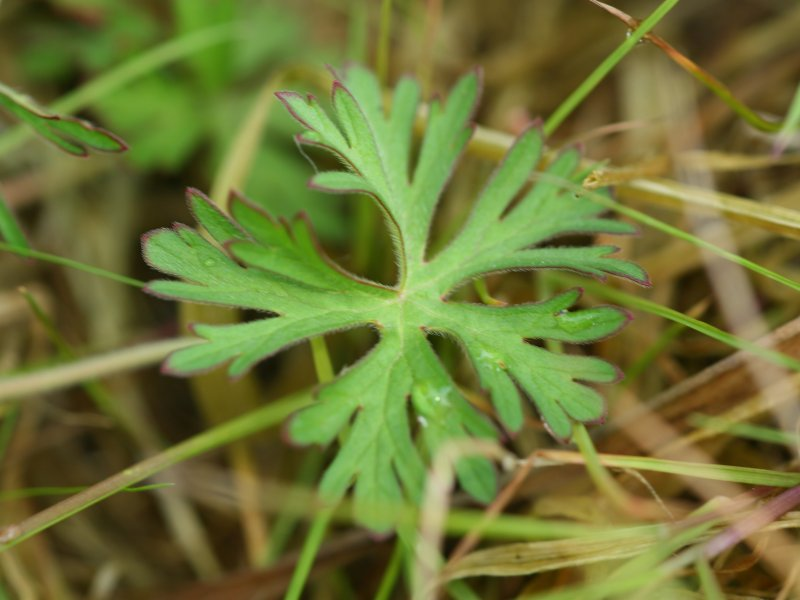
Levele
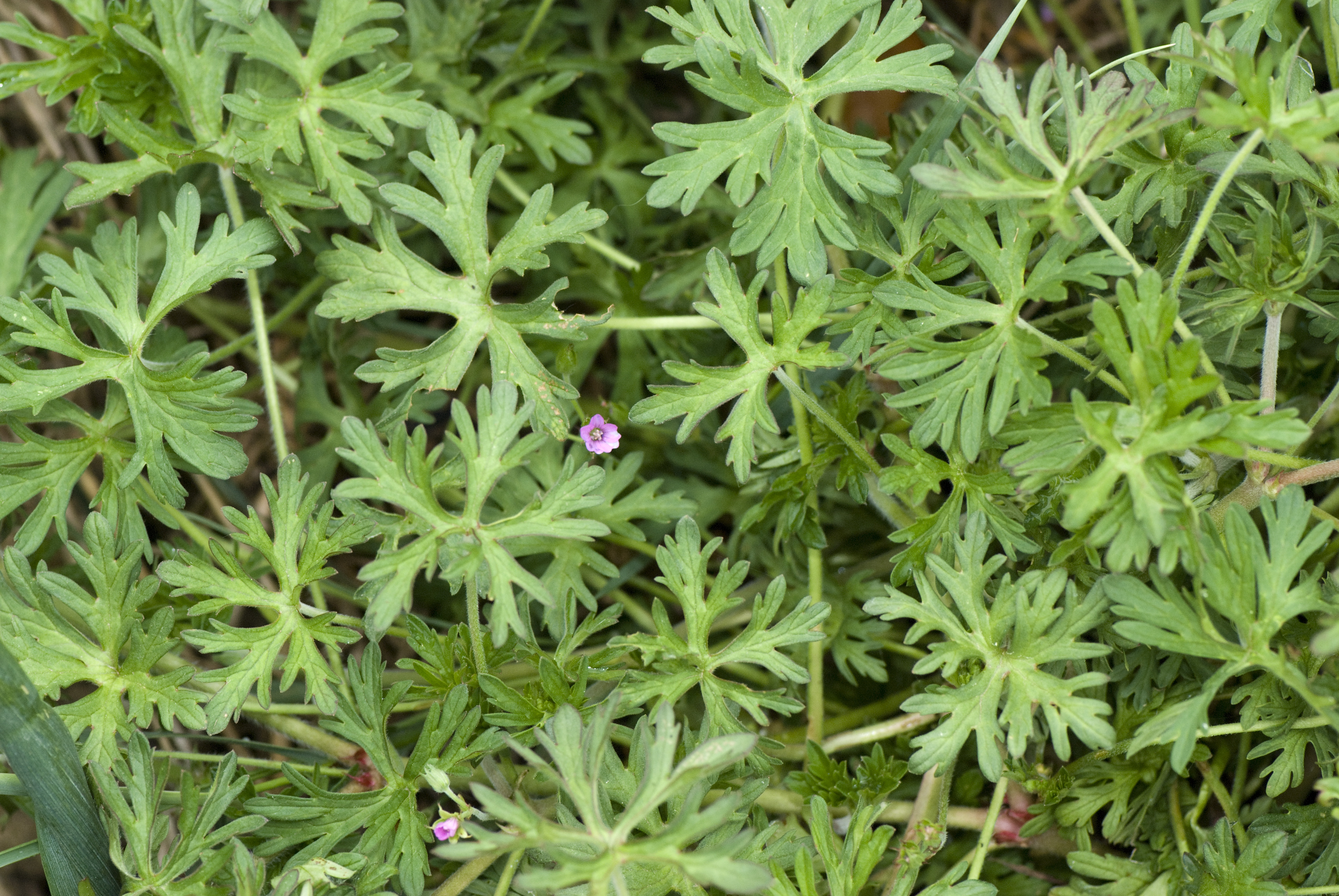
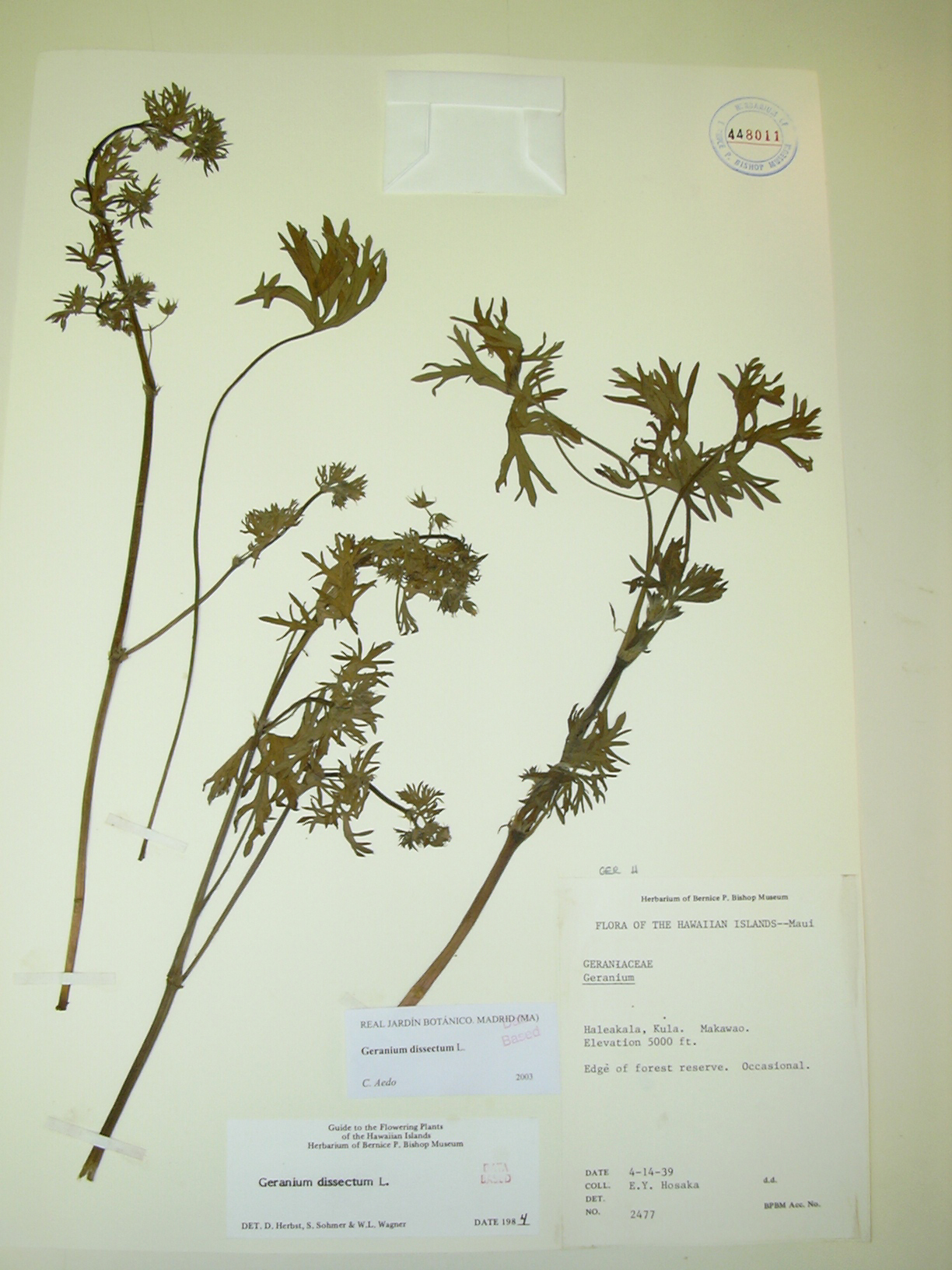
Szárított, lapított példányok
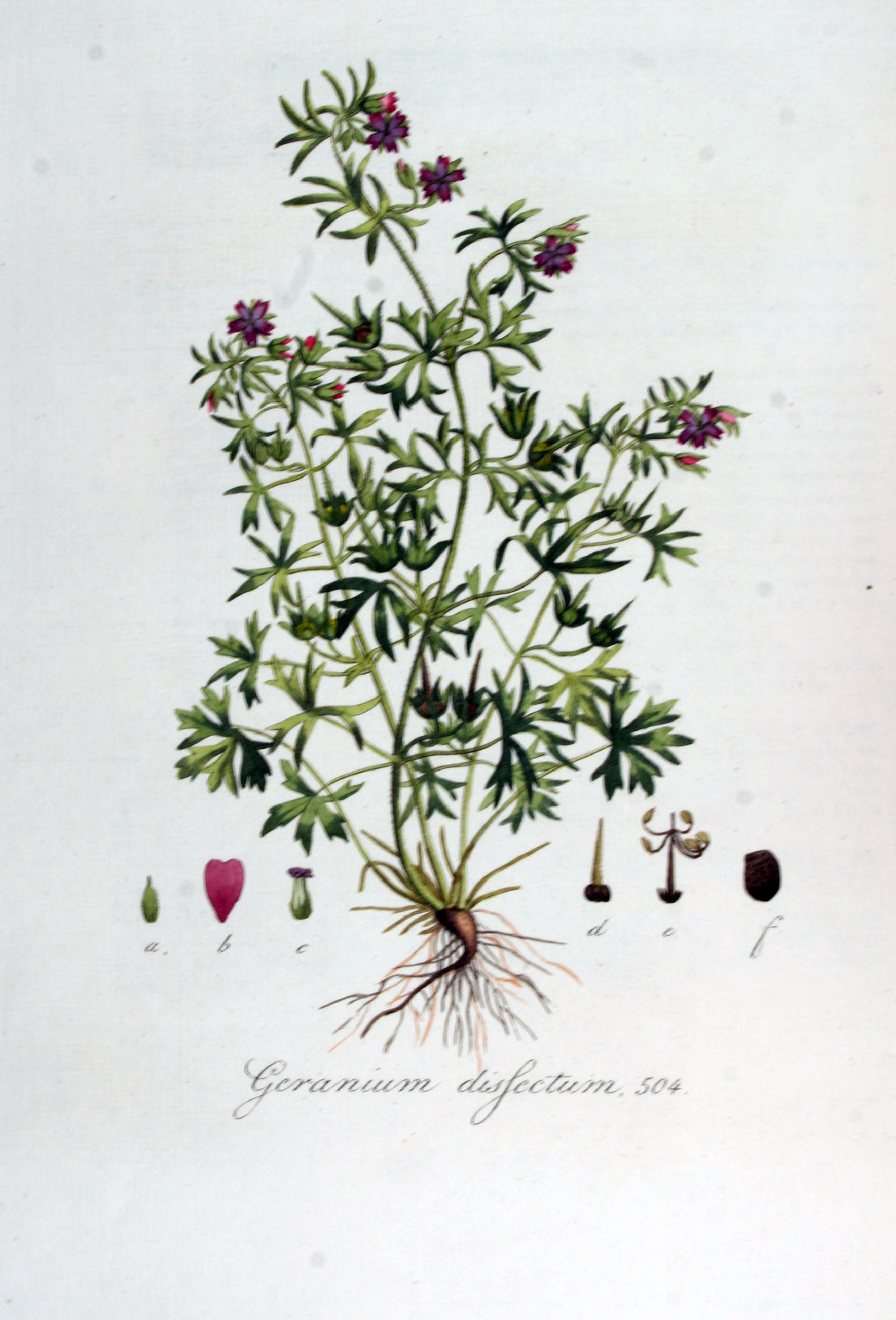
Rajz a növényről